# دراگولیوب اویدانیچ
دراگولیوب اویدانیچ (صربی: Dragoljub Ojdanić؛ زادهٔ ۱ ژوئن ۱۹۴۱ - درگذشته ۶ سپتامبر ۲۰۲۰) یک ژنرال ارتش اهل صربستان بود.
وی در جریان جنگ کوزوو رئیس ستاد کل ارتش یوگسلاوی بود.در فوریه سال ۲۰۰۰ و پس از مرگ پاوله بولاتوویچ وزیر دفاع یوگسلاوی، او به این سمت منصوب شد و به درجه ژنرالی ارتش ارتقا پیدا کرد.
در ۲۵ آوریل ۲۰۰۲ توسط دولت یوگسلاوی به دادگاه بین‌المللی کیفری یوگسلاوی سابق در لاهه منتقل شد.در ۲۶ فوریه ۲۰۰۹ این دادگاه وی را به ۱۵ سال زندان محکوم کرد اما در ژانویه ۲۰۱۳ از زندان آزاد شد.
وی در اواخر عمر صربستان زندگی می‌کرد.